# Ardmenish
Ardmenish är en by på ön Jura i Argyll and Bute, Skottland. Byn är belägen 9 km från Craighouse. 2003 bodde där endast en familj. An Dunan fort ligger i närheten.